# Clit (okręg Arad)
Clit – wieś w Rumunii, w okręgu Arad, w gminie Hășmaș. W 2011 roku liczyła 70 mieszkańców. 